# Chemin de fer Lugano–Ponte Tresa
Pour les articles homonymes, voir FLP et S60.
Le chemin de fer Lugano–Ponte Tresa (FLP) (it.: Ferrovia Lugano–Ponte Tresa) est une ligne ferroviaire suisse à voie étroite (1 000 mm), longue de 12,2 km, qui conduit de la ville de Lugano vers la ville de Ponte Tresa dans le canton du Tessin, à la frontière italo-suisse. C'est également une entreprise ferroviaire exploitant la ligne éponyme.

## Historique

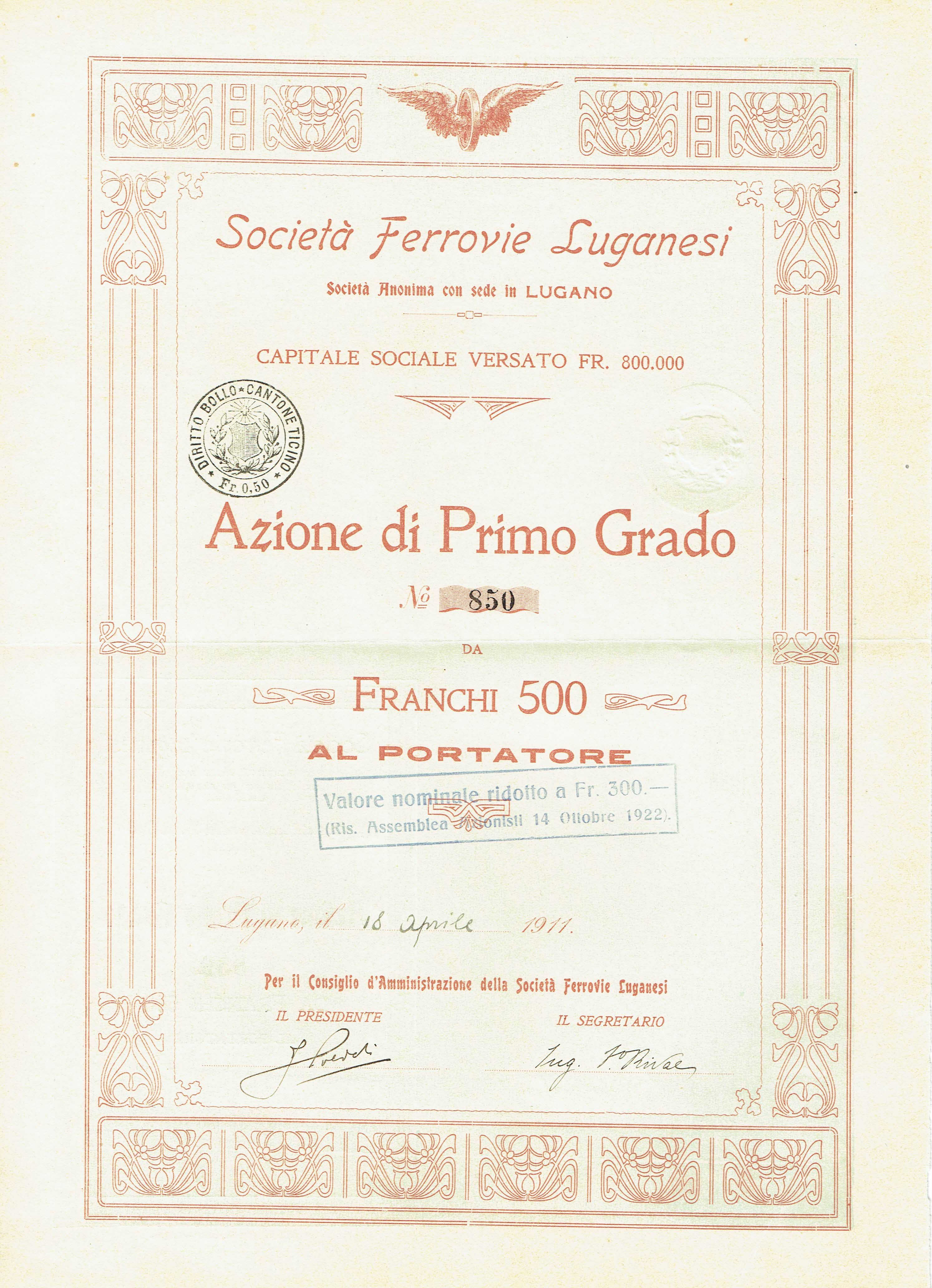
Action de la Società Ferrovie Luganesi en date du 18 avril 1911

La ligne fut ouverte à l'exploitation le 5 juin 1912 avec un mode de traction électrique à courant continu de 1000 volts. Le FLP est devenu la ligne S60 du réseau express régional tessinois. Afin de rendre la ligne plus incitative pour les pendulaires qui travaillent à Lugano, de gros investissements sont prévus pour cette ligne.

## Matériel roulant
En 1968, la compagnie a remplacé son ancien matériel roulant par trois automotrices ABe 4/6 et trois voitures B4. Les automotrices comprenaient 72 places assises en deuxième classe et 10 en première. Les voitures disposaient de quatre-vingt places.
Le 11 mars 2021, la compagnie a réceptionné sa première rame sur neuf unités commandées de type Stadler Rail TRAMLINK. Cette Be 6/8 N° 51, porte le nom de Malcantone. La deuxième rame porte le numéro 52 et a reçu le nom de Lugano. Ces trams possèdent une batterie leur permettant de rejoindre un arrêt, lors d'une coupure de courant.
| Matériel roulant | Type et numéros            | Nbre | Année de construction | Constructeur(s)                | Places assises 2e classe | Remarque(s)    | Photo |
| ---------------- | -------------------------- | ---- | --------------------- | ------------------------------ | ------------------------ | -------------- | ----- |
| Automotrices     | Be 4/12 21-25 "Mandarinli" | 5    | 1978                  | SIG / BBC Stadler / Bombardier | 184                      |                |       |
| Automotrices     | Be 4/8 41-42               | 2    | 1979                  | SIG / BBC                      | 112                      | Ex Be 4/8 FART |       |

## Références

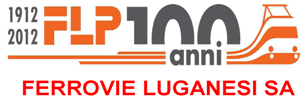
Jubiläums-Logo der Lugano-Ponte-Tresa-Bahn von 2012